# Martin Pazdera
Martin Pazdera (* 26. září 1976) je bývalý český fotbalista, záložník.

## Fotbalová kariéra
V české lize hrál za FK Chmel Blšany. Nastoupil v 61 ligových utkáních a dal 1 gól. V nižších soutěžích hrál i za FK Spolana Neratovice, SK Slavia Praha „B“, FK Atlantic Slovan Pardubice a FC Zenit Čáslav.

## Ligová bilance
| Ročník                          | Zápasy | Góly | Klub                         |
| ------------------------------- | ------ | ---- | ---------------------------- |
| Česká fotbalová liga 1993/94    | -      | 0    | TJ Spolana Neratovice        |
| Česká fotbalová liga 1994/95    | -      | 0    | SK Slavia Praha „B“          |
| Česká fotbalová liga 1995/96    | -      | 0    | SK Slavia Praha „B“          |
| Česká fotbalová liga 1996/97    | -      | 1    | SK Slavia Praha „B“          |
| Gambrinus liga 1999/00          | 19     | 0    | FK Chmel Blšany              |
| Gambrinus liga 2000/01          | 17     | 1    | FK Chmel Blšany              |
| Gambrinus liga 2000/01          | 20     | 0    | FK Chmel Blšany              |
| Gambrinus liga 2001/02          | 5      | 0    | FK Chmel Blšany              |
| 2. česká fotbalová liga 2003/04 | 17     | 2    | FK Atlantic Slovan Pardubice |
| 2. česká fotbalová liga 2006/07 | 15     | 2    | FC Zenit Čáslav              |
| CELKEM 1. liga ČR               | 61     | 1    |                              |